# Sid Ahmed Rezala
Pour les articles homonymes, voir Rezala.
Sid Ahmed Rezala, né le 13 mai 1979, à El Biar, en Algérie, et mort le 28 juin 2000, à Lisbonne, au Portugal, surnommé le « Tueur des trains », est un tueur en série franco-algérien, fortement soupçonné puis définitivement reconnu coupable à la suite de ses aveux, 
d’être l’auteur de trois meurtres de femmes commis en France entre octobre et décembre 1999. Réfugié au Portugal, il se suicide avant son extradition et son procès.

## Biographie
Sid Ahmed Rezala naît le 13 mai 1979 à El Biar, en Algérie. Son père est un mécanicien itinérant originaire de Mouzaïa. Sa mère Yasmina, naît en Belgique et sa famille rentre en Algérie en 1962. Le couple a trois garçons et une fille. 
Sid Ahmed évolue au sein d'une famille élargie. Sa tante, la sœur d'Ali Rezala, habite le quartier avec son mari et ses enfants. Rezala se divertit avec ses cousins. Il est inscrit à l'école maternelle des Orangers. Décrit comme un enfant timide, il est la « Tête de Turc » des autres élèves. Ses parents le placent ensuite chez les scouts.
À ses heures libres, Sid Ahmed est chez sa tante avec laquelle il noue une relation particulière. Elle prend le relais de sa mère, Yasmina, qui se morfond dans le quartier et lui apprend le français.
En 1988, âgé de 9 ans, un tournant a lieu dans la vie de Rezala. Il aurait été victime d'un viol collectif par des jeunes de son quartier. Il déclarera plus tard lors d'une interview : « Ils sont tous passés sur moi, ils étaient sept ou huit, ils avaient entre 20 et 30 ans. En Algérie, quand ça t'arrive, tu ne peux en parler à personne. Si tu portes plainte, c'est la honte. Mais ça se passe plus souvent qu'on croit dans les quartiers ». Sa famille, mise au courant par la suite et connaissant les coupables, ne lui aurait pas porté assistance.
Sid Ahmed est scolarisé au CEM Bougara (équivalent du collège). Il est un élève turbulent. Son père Ali est souvent convoqué par la direction du CEM Bougara pour des faits de violence, insultes, indiscipline permanente. Il est considéré comme un petit caïd qui fait régner l'injustice parmi les élèves.
À la Jeunesse sportive de Bir Khadem (CRMB), Sid Ahmed pratique plusieurs sports, en particulier le basket, avec une habileté certaine. Un dirigeant se souvient de son comportement instable.
Avant son départ en France, Rezala est déscolarisé, il ne fréquente plus que la rue. Un de ses anciens professeurs se souvient :
« J'ai remarqué qu'il avait un problème psychiatrique. Il ne tenait pas en place. Dans un autre contexte, il aurait été repéré et pris en charge »

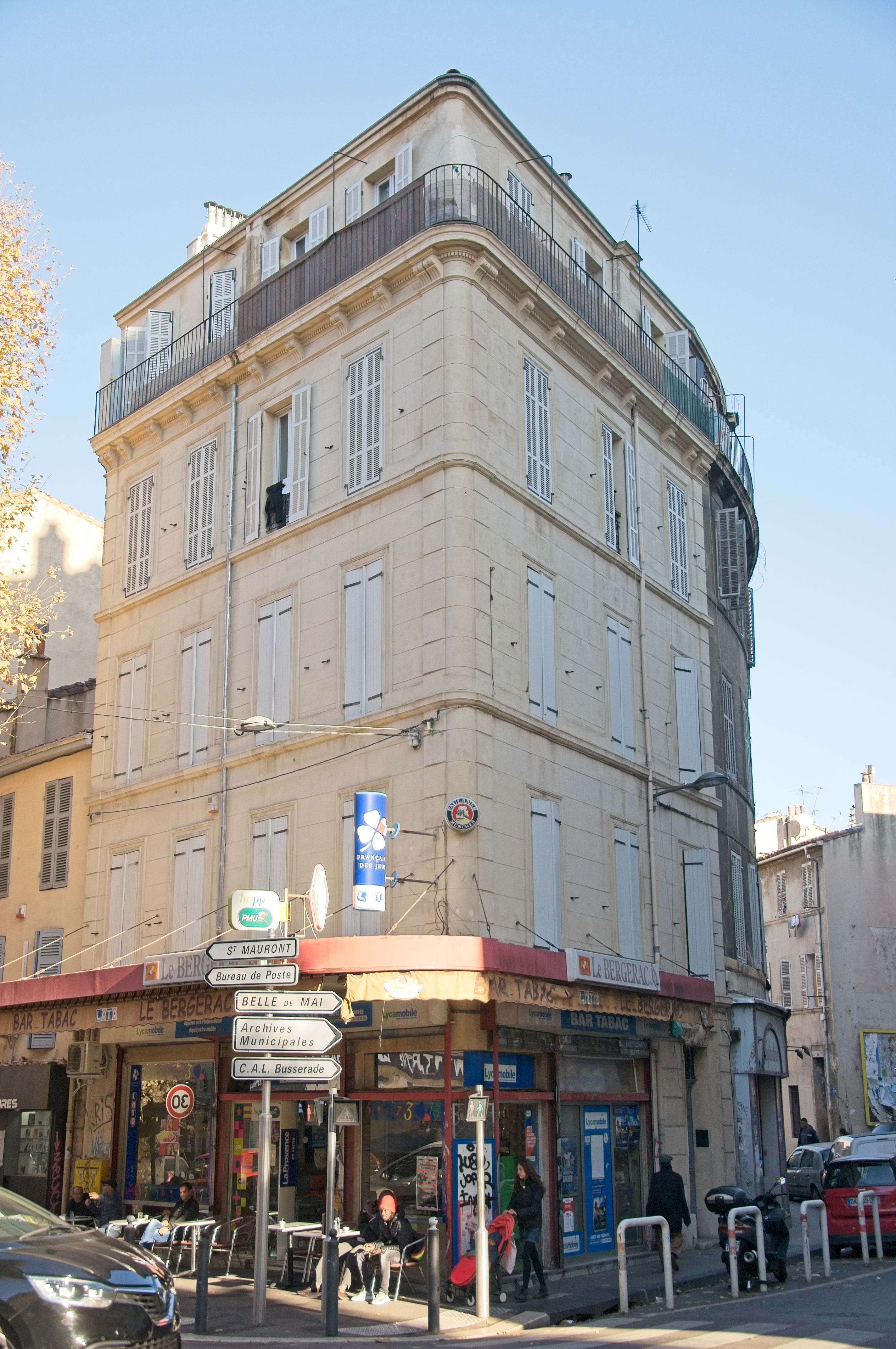
Point de vue sur l'immeuble à Marseille dans lequel vivait Sid Ahmed Rezala et sa famille.

Durant l'été 1994, son père décide de quitter l'Algérie avec son épouse et ses quatre enfants. L'Algérie est en proie à une violente guerre civile et la violence islamiste touche le quartier à l'époque,. La famille s'installe à Marseille au quartier la Belle-de-Mai, proche de la gare Saint-Charles.
En juillet 1994, à son arrivée, Sid Ahmed est inscrit au collège Edgar-Quinet. Il commence à fuguer. Ses parents demandent au juge pour enfants une mesure d'assistance éducative en milieu ouvert. Il ne reprend pas le basket, un sport qu'il aimait pratiquer en Algérie.
La famille Rezala est décrite comme un modèle d'intégration. Le père trouve un emploi de carrossier dans un garage du quartier de La Plaine, et les deux frères et la sœur de Sid Ahmed suivent sans difficulté leur scolarité. Selon Fabrice Andrac, le premier avocat de Sid Ahmed : « M. et Mme Rezala sont des gens charmants, qui se rendaient à toutes les convocations concernant leur fils. Ils s'occupaient de Sid Ahmed, pour lequel ils étaient préoccupés ».
En 1995, en classe de quatrième, Sid Ahmed quitte l'école. La même année, il est pour la première fois fiché comme délinquant. Commence alors presque aussitôt sa descente aux enfers : consommation de drogue et d'alcools forts, vols de voiture et vols à la roulotte, dégradations, actes de violence et de délinquance divers.
En février 1995, Sid Ahmed viole un garçon de quinze ans dans un sous-sol du parking Saint-Charles. Le 21 mars 1995, alors qu'il n'a pas encore seize ans, il est placé en détention provisoire, accusé de viol. Rezala dit aux enquêteurs qu'il ne comprend pas exactement ce qu'on lui reproche, il finira des années après par reconnaître que ce crime était motivé par ses pulsions qui le forçaient à humilier et faire souffrir ses victimes, ses pulsions seront certainement les éléments déclencheurs des trois meurtres de la courte vie de Rezala. 
Le 7 décembre 1995, Rezala est condamné par le tribunal pour enfants de Marseille à quatre années de prison dont dix-huit mois ferme et trente mois de mise à l’épreuve. Son ADN est également prélevé pour analyse.
Les rapports des experts psychiatres mentionnent « l'absence d'organisation perverse de la personnalité ». Rezala serait d'une « intelligence moyenne ». Les rapports écartent « tout trouble psychologique susceptible d'influencer ses comportements », mais, ajoute l'un d'eux, « ses traits de personnalité peuvent inciter à évoquer un risque de récidive délinquante ». Il est également précisé que « ses tendances à la manipulation lui permettent de s'adapter à des situations défavorables comme la détention ».
Incarcéré au quartier des mineurs de la prison de Luynes, Rezala se montre très agressif envers le personnel. Il fait l'objet d'une plainte pour viol, déposée par un codétenu. La plainte sera classée sans suite, les faits, qui se sont déroulés dans les douches, se rapprochant davantage d'une relation sexuelle consentie, selon une nouvelle version des faits apportée par le codétenu de Sid Ahmed Rezala. Entre deux crises d'épilepsie, Sid Ahmed détruit plusieurs fois sa cellule et n'échappe pas aux diverses sanctions disciplinaires.
Au printemps 1996, Sid Ahmed sort de prison et entame un apprentissage de pâtissier, une activité qui lui vaut les éloges de son employeur. Selon le restaurateur marseillais qui avait embauché Sid Ahmed Rezala, il était son « meilleur apprenti ». Les témoignages se recoupent pour dépeindre un garçon « avenant, séducteur, très poli, bien élevé ». « Un garçon un peu introverti, parlant peu de lui. Je ne le sentais pas violent, mais j'avais l'impression qu'il ne vivait pas comme un garçon de son âge », note M. Andrac.
Néanmoins, Sid Ahmed retombe rapidement dans l'errance et la délinquance. Le 27 février 1997, Sid Ahmed est condamné à cent heures de travail d'intérêt général pour avoir volé une montre aux abords de la gare Saint-Charles.
En mars 1998, Sid Ahmed Rezala, armé d'un couteau, blesse un vigile SNCF, qui, prétendra-t-il, voulait s'opposer à son entrée dans une brasserie de la gare.
En décembre 1998, Il agressera violemment un autre agent de la SNCF dans un train de nuit, il dépouillait les passagers, les faits s'étant produits à une vingtaine de kilomètres de la frontière franco/allemande, celui-ci ne sera pas inquiété sur le moment : Le 10 février 1999, il sera condamné à une année de prison ferme par le tribunal correctionnel.
Février 1999, il est placé en détention provisoire, toujours à la prison de Luynes. Des codétenus se seraient plaints d'abus sexuels commis par Rezala mais ces affaires seront classées sans suite, faute de preuves. Les surveillants l'ont classé « sujet à risque » : « Il était très agressif envers le personnel, n'acceptait aucune remontrance, il était dangereux, imprévisible, toujours à fleur de peau », raconte un gardien. À mon avis, il ne relevait pas de l'emprisonnement classique, la prison ne pouvait rien pour lui car il lui manque des tas de cases. ».
Il sort de prison le 29 juin 1999 et se rend à Amiens pour rendre visite à son ex-compagne de vingt ans avec qui il a eu une petite fille née en 1998. Cette dernière l'a cependant quitté alors que Rezala était toujours en détention, quand elle a su qu'il avait violé un codétenu à la maison d'arrêt de Luynes où Rezala a eu deux affaires de violences sexuelles, qui n'ont pas été instruites : dans un cas, la victime a retiré sa plainte ; dans l'autre, les éléments étaient jugés insuffisants.
À Amiens, il entame une vague formation dans l'hôtellerie. Il avait également tenté, sans succès, de rentrer dans la Légion étrangère, à Aubagne. Cependant, il reste toujours aussi instable et continue ses errances dans les trains de toute la France (il est d'ailleurs verbalisé quarante-deux fois pour ne pas avoir acheté de billet de transport), vivant d'expédients, de vols à l'arraché, de deal et de la prostitution.
Sid Ahmed Rezala est suspecté d'au moins trois meurtres de jeunes femmes : s'il refuse de les reconnaître sur son procès-verbal face à la police, il les avoue plus tard à Aziz Zemouri, journaliste du Figaro Magazine. Ce dernier parvient à entrer facilement en contact avec Rezala, se faisant passer pour le beau-frère de ce dernier auprès des gardes portugais. Il lui révèle que : « Souvent je ne sais plus ce qui m'arrive. J'ai l'impression d'être dans une voiture qui roule à 200 à l'heure et que la personne à côté de moi veut me pousser dehors. Alors c'est elle ou moi. ».

### Isabel Peake
Isabel Peake, jeune Britannique de vingt ans étudiant en France, est assassinée le 13 octobre 1999 dans le train Limoges-Paris alors qu'elle compte se rendre en Angleterre. Selon des témoins, elle rencontre Rezala en gare de Limoges. Dans le train, ce dernier tente vainement de la violer avant de la jeter, probablement toujours vivante, par la fenêtre du train en marche (roulant à près de 150 km/h). Isabel Peake meurt sur le coup, sa tête heurtant un pylône. Son corps désarticulé est retrouvé à la gare de Chabenet du côté de Châteauroux. Les résultats de l'autopsie, difficile à cause de la violence du choc et l'état du cadavre, ne permettent pas de savoir, entre autres, si la victime a eu des rapports sexuels juste avant de mourir. Une reconstitution spectaculaire de la chute du corps défenestré du train est réalisée sous la supervision du cascadeur Rémy Julienne.
À propos d'Isabel Peake, Rezala raconte : « Elle était très douce. On a sympathisé à la gare de Limoges, il était 3 heures du mat'. Elle allait à Paris, elle devait rejoindre son mec en Angleterre, elle voulait l'appeler. Elle m'a demandé mon portable, je lui ai prêté. J'ai toujours aidé les autres. Si tu as froid, je peux enlever ma chemise et te la donner. Mes parents m'ont appris. Elle a téléphoné à son mec, elle a tiré sur mon joint. J'ai encore vu ce flash… ».

### Émilie Bazin
Émilie Bazin est une jeune étudiante de vingt ans qui aurait eu une brève aventure avec Rezala en octobre 1999 et dont le corps est retrouvé le 17 décembre de la même année dans une cave d'Amiens, rue Jules-Lefebvre, sous le propre petit appartement de Rezala. Ce dernier laisse ses traces : dans la cave, un mégot de cigarette à rouler et du sperme sur le corps de la victime ; dans l'appartement, du sang de la victime sur les murs. La victime a certainement été frappée avant d'être étranglée avec une chemise en jean retrouvée autour du cou du cadavre.
Une voisine et amie de Rezala, logeant à l'étage du dessus, dira plus tard avoir entendu des cris et des coups vers 22 h/ 22 h 30 ; d'autres témoins disent avoir entendu vers minuit du bruit dans les escaliers comme si l'on descendait une grosse malle (certainement Rezala descendant le cadavre). L'autopsie réalisée sur le cadavre de la victime conclura au fait qu'elle était morte étranglée et que son agresseur avait eu une relation sexuelle avec elle.
A propos de ce meurtre qu'il avoue plus tard de sa prison portugaise, il dit à Aziz Zemouri du Figaro Magazine : « J'ai fait la connaissance d'Émilie à l'université d'Amiens. Je vendais du shit. (...) Elle sortait avec deux mecs. Il y en avait un, c'était un gros. Une fois, je l'ai vu pleurer, ça m'a fait pitié. J'étais en train de connaître la même situation avec Nadia (sa femme). À elle, je ne pouvais pas lui faire du mal. Il pleurait parce qu'il souffrait avec Émilie. (...) Je l'ai tuée pour venger son mec. Trente secondes avant, je ne savais pas que j'allais la tuer. C'est un flash, tu la vois morte, c'est comme un ordre qu'on te donne en image et après, tu l'exécutes. ».

### Corinne Caillaux
Corinne Caillaux, une mère de famille de trente-six ans originaire du nord de la France, est découverte morte par des contrôleurs SNCF dans les toilettes du train de nuit Calais-Vintimille, le 14 décembre 1999, vers 3 h du matin, au niveau de la gare de triage de Perrigny. Son corps est lacéré par quatorze coups de couteau, au visage, dans le cou, sur l'abdomen et dans le dos. Rezala, qui est descendu en gare de Dijon à 2 h 39 du matin, a été verbalisé quelques heures plus tôt pour défaut de billet. Sa casquette souillée de sang est retrouvée près du cadavre de la victime.
Au sujet de ce meurtre, qu'il avoue également plus tard de sa prison, il dit : « … de la pure folie… je voulais juste la voler. Elle était avec son petit chien. Je ne sais pas ce qui m'a pris… je n’ai pas vu qu'elle avait un gamin, parce que je n’aurais rien fait c’est sûr… dans le train j’étais défoncé. À l’époque, je buvais deux litres de Jack Daniel's par jour, mélangé à du « shit », et je prenais aussi des cachets… ».

### Liste des victimes connues
| Les faits        | Les faits                                    | Découverte       | Découverte                                   | Identité         | Âge | Profession / Activité / Statut    |
| Date             | Lieu                                         | Date             | Lieu                                         | Identité         | Âge | Profession / Activité / Statut    |
| ---------------- | -------------------------------------------- | ---------------- | -------------------------------------------- | ---------------- | --- | --------------------------------- |
| février 1995     | Gare de Marseille-Saint-Charles              | février 1995     | Gare de Marseille-Saint-Charles              | Garçon           | 14  | -                                 |
| 13 octobre 1999  | Train Limoges-Paris                          | 13 octobre 1999  | Gare de Chabenet                             | Isabel Peake     | 20  | Étudiante                         |
| 29 octobre 1999  | 56 rue Jules-Lefebvre à Amiens               | 17 décembre 1999 | Cave du 56 rue Jules-Lefebvre à Amiens       | Émilie Bazin     | 20  | Étudiante en licence d'ethnologie |
| 14 décembre 1999 | Toilettes du train de nuit Calais-Vintimille | 14 décembre 1999 | Toilettes du train de nuit Calais-Vintimille | Corinne Caillaux | 36  | ?                                 |

## L'ennemi publicno1
L'ennemi public no 1 est recherché à Marseille et dans toute la France, mais également en Belgique (pays natal de sa mère) et dans treize autres pays européens ainsi que dans les trois pays du Maghreb, via Interpol. Cependant, des dysfonctionnements judiciaires et des tensions, entre autres, entre les enquêteurs de Dijon et ceux de Marseille nuisent sérieusement à l'enquête et permettent à Sid Ahmed, au physique passe-partout, de s'échapper. En outre, le 13 novembre 1999, un mois avant le meurtre de Corinne Caillaux, il a déjà été interpellé par les services de douanes, près de Pontarlier, dans le train Genève-Paris, avec vingt grammes de cannabis, un poignard et une bombe lacrymogène. Placé en garde à vue quelques heures, il a été remis en liberté sur instruction du parquet, son identité n’ayant pas été signalée au fichier des personnes recherchées, et alors que son ADN est connu depuis 1995. Une jeune Nordiste de 18 ans, qui a voyagé sur le train Paris-Vintimille, reconnaît Sid Ahmed Rezala dans le journal La Voix du Nord, comme un flirt qu'elle a eu dans ce même train ; étant certaine de le connaître, elle entre en contact avec la gendarmerie de Landrecies (Nord), qui doute de son témoignage ; après vérifications et expertises (il lui a offert sa casquette en sortant du train, dans laquelle les gendarmes ont trouvé des cheveux) ses dires seront reconnus. Elle est placée sous haute surveillance, la gendarmerie ayant de fortes présomptions que Rezala voulait entrer en contact avec elle.
Le 15 décembre 1999, se sachant recherché comme témoin dans l'affaire Corinne Caillaux en voyant sa photo dans les journaux (alors que la police a demandé aux journalistes de ne pas diffuser tout de suite la photo du témoin-suspect), il quitte le domicile familial de Marseille et fuit en train pour l'Espagne.
La panique gagne vite les voyageurs prenant les trains de nuit et l'« Ennemi public no 1 » est aperçu (à tort) par des témoins partout dans l'hexagone ainsi qu'en Espagne. Le 20 décembre, un Français vivant en Espagne croit le reconnaître avec une Golf blanche dans une station-service à Murcie. Le 26 décembre, deux jeunes voyageuses assurent l'avoir vu descendre du « Hendaye-Nice » à Nîmes. La nuit du 28 au 29 décembre, sur le « Nice-Genève », deux voyageurs croient se bagarrer avec lui.
Le 24 décembre, la famille Rezala est placée en garde à vue. Le 28 décembre, les parents de Rezala appellent à sa reddition, sans succès.
En Espagne, Rezala est arrêté pour vol pendant la semaine de Noël et placé en garde à vue avant d'être relâché après trois jours de détention, sur décision d'un juge. Sid Ahmed Rezala avait été arrêté à Madrid pour un vol à l'étalage. Il était pourtant déjà à l'époque sous surveillance, via Interpol, dans tous les pays européens de l'espace Schengen. Un porte-parole du ministère espagnol de l'Intérieur de l'époque avait rappelé, sous le sceau de l'anonymat, que les délinquants cachaient souvent leur identité au moment de leur arrestation. Selon lui, un individu aurait pu être arrêté puis relâché sur décision d'un juge avant que l'identité ait été vérifiable auprès d'Interpol.
En janvier 2000, repéré grâce à ses appels téléphoniques vers la France, il est localisé au Portugal, dans la banlieue de Lisbonne.

## Arrestation
Le 11 janvier, il est arrêté par les polices française et portugaise alors qu'il s'apprête à se rendre à Madrid pour s'envoler vers les îles Canaries, billet en poche. Il arrive clandestinement au Portugal le 27 décembre 1999, à la gare Santa Apolonia de Lisbonne, et se fait passer pour « Aki », un Algérien sans papiers de 22 ans. Il est recueilli par Armando, un homme de 42 ans avec qui Rezala a une brève liaison.

## Incarcération
Emprisonné au Portugal, Rezala refuse son extradition vers la France où il risque la perpétuité. Or le Portugal est à l'époque le pays d'Europe le moins répressif, la demande d'extradition est rejetée parce que la Constitution portugaise (article 33.4) interdit l'extradition de suspects risquant la perpétuité, à moins que l'État requétant ne fournisse des garanties suffisantes qu'une telle condamnation ne sera pas appliquée. Cependant, en mars 2000, la Cour d'appel de Lisbonne autorise son extradition vers la France, après que la Chancellerie eut fourni une lettre indiquant que Rezala ne risquait pas la perpétuité (étant accusé d'homicide volontaire, non d'assassinat, il risquait 30 ans). La décision est confirmée par le Tribunal suprême de justice portugais (pt) le 24 mai 2000,, mais Rezala porte le cas devant la Cour constitutionnelle portugaise, qui dispose de 80 jours pour statuer.

## Mort
Mercredi 28 juin 2000 vers 23 h, il se suicide par asphyxie dans sa cellule en mettant le feu à son matelas, sans avoir été jugé ni condamné : l'affaire Rezala est ainsi close,. Peu de temps auparavant, dans l'une de ses lettres adressées à ses parents, Sid Ahmed Rezala écrit : « J'ai tout perdu dans la vie, il me reste qu'à la rendre au créateur ».

## Conséquence
Le 10 novembre 2004, le veuf de Corinne Caillaux obtient la condamnation de la SNCF pour « manquement à ses obligations de sécurité » : l'entreprise publique devra lui verser quelque 223 000 € d'indemnisation à titre de dédommagements.